# 兴文站
兴文站，曾用名“兴文石海站”，位于中华人民共和国四川省宜宾市兴文县古宋镇同心村，是成贵客运专线上的高铁站，成都局集团宜宾车务段管辖。

## 車站周邊
- 兴文二中
- 兴文县政府
- 兴文县人民医院

## 歷史
- 2019年5月，车站站房已完工[3]。
- 2019年12月16日通车启用。

## 外部連結
- 中国铁路客户服务中心（页面存档备份，存于）